# Voorbinddildo

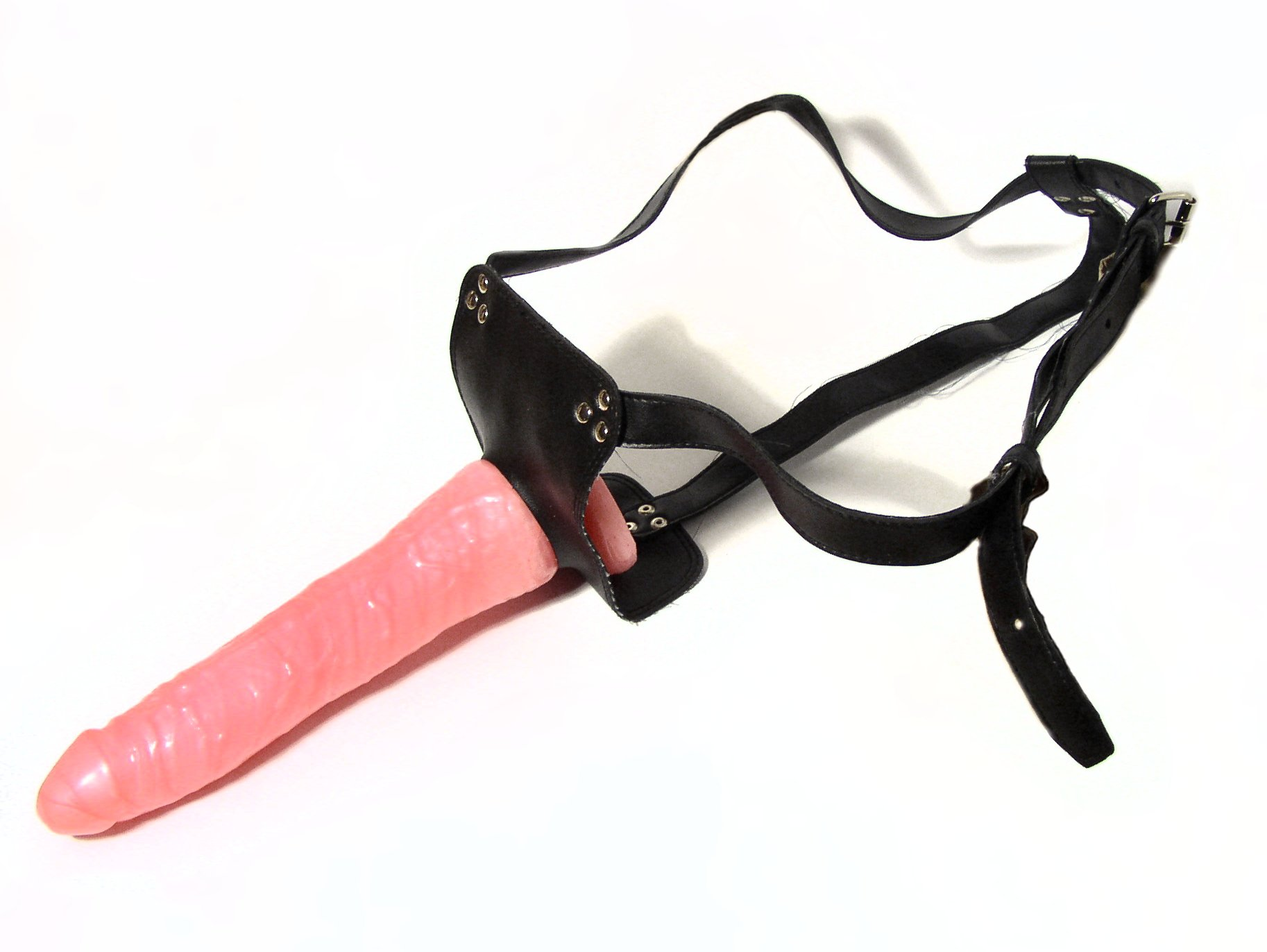
Een roze voorbinddildo

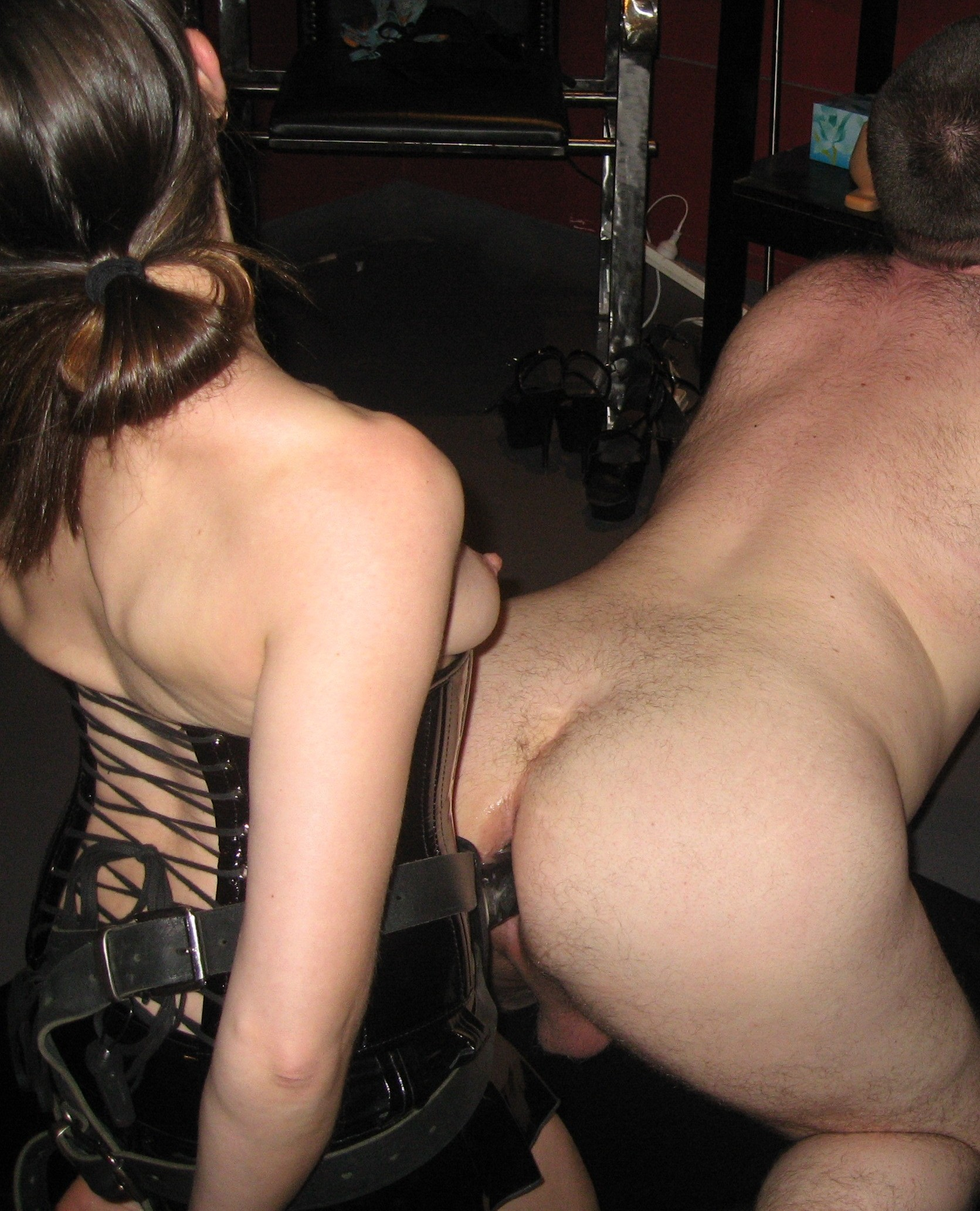
Een vrouw penetreert een man met een voorbinddildo

Een voorbinddildo (Engels: strap-on dildo) is een dildo bevestigd aan een tuigje welke geschikt is om een sekspartner vaginaal, anaal of oraal te penetreren. Een voorbinddildo kan via het tuigje rond de heupen op de vulva worden bevestigd. Ook andere bevestigingspunten zijn mogelijk. Een voorbinddildo die tegelijkertijd ook de drager penetreert wordt een dubbele voorbinddildo genoemd.
Indien een vrouw een voorbinddildo gebruikt om een man anaal te penetreren wordt de seksuele handeling pegging genoemd. Pegging kan gebruikt worden in femdomrelaties waarin een vrouw zich dominant gedraagt ten opzichte van de onderdanige man in een seksuele relatie.